# Cachi (Salta)
Cachi é um município da província de Salta, na Argentina.